# Reinhard
Reinhard är ett tyskt namn, som använts både som förnamn och som efternamn.

## Personer med förnamnet Reinhard
- Reinhard Brauns
- Reinhard Demoll
- Reinhard Divis
- Reinhard Frank
- Reinhard Furrer
- Reinhard Hauff
- Reinhard Heydrich
- Reinhard Keiser
- Reinhard Libuda
- Reinhard Marx
- Reinhard Mey
- Reinhard Scheer
- Reinhard Selten
- Reinhard Woltmann

## Personer med efternamnet Reinhard
- Franz Volkmar Reinhard
- Hans R. Reinhard
- Karl Friedrich Reinhard